# Kågträsktjärnen
Kågträsktjärnen är en sjö i Skellefteå kommun i Västerbotten och ingår i Skellefteälvens huvudavrinningsområde. Sjön har en area på 0,154 kvadratkilometer och ligger 267 meter över havet. Sjön avvattnas av vattendraget Klintforsån.

## Delavrinningsområde
Kågträsktjärnen ingår i det delavrinningsområde (721663-170523) som SMHI kallar för Ovan Belstjärnbäcken. Medelhöjden är 262 meter över havet och ytan är 8,72 kvadratkilometer. Det finns inga avrinningsområden uppströms utan avrinningsområdet är högsta punkten. Klintforsån som avvattnar avrinningsområdet har biflödesordning 2, vilket innebär att vattnet flödar genom totalt 2 vattendrag innan det når havet efter 67 kilometer. Avrinningsområdet består mestadels av skog (62 procent) och sankmarker (32 procent). Avrinningsområdet har 0,16 kvadratkilometer vattenytor vilket ger det en sjöprocent på 1,8 procent.